# Tianlin
Tianlin (en chino, 田林县; pinyin, Tiánlín xiàn; literalmente, ‘la tierra del bosque’) es un condado bajo la administración directa de la Prefectura Baise en la Región autónoma de Guangxi, República Popular China. Su área es de 5523 km² y su población total para 2020 superó 220 los mil habitantes.

## Administración
El condado de Tianlin se divide en 14 pueblos que se administran en 5 poblados, 5 villas y 4 villas étnicas. 